# Rolando Tucker
Rolando Samuel Tucker León, né le 31 décembre 1971 à La Havane, est un fleurettiste cubain. Il remporte la médaille de bronze au fleuret par équipe aux Jeux olympiques de 1996.

## Palmarès
Rolando Tucker possède un des plus beaux palmarès parmi les fleurettistes des années 1990
- Jeux olympiques
  -  Médaillé de bronze au fleuret par équipes à Atlanta en 1996.
- Championnats du monde
  -  Champion du monde au fleuret à Athènes en 1994
  -  Champion du monde au fleuret par équipes à Budapest en 1991
  -  Champion du monde au fleuret par équipes à La Haye en 1995
  -  Vice-champion du monde au fleuret par équipes au Cap en 1997
- Jeux panaméricains
  -  Champion d'Amérique au fleuret à Winnipeg en 1999
  -  Champion d'Amérique au fleuret par équipes à Winnipeg en 1999
  -  Champion d'Amérique au fleuret par équipes à Mar del Plata en 1995
  -  Vice-champion d'Amérique au fleuret individuel à Mar del Plata en 1995